# Nouvelle Droite française
Ne doit pas être confondu avec Nouvelle Droite.
Pour les articles homonymes, voir Nouvelle Droite (homonymie).
 (avril 2018).
La Nouvelle Droite française (NFD) est un ancien mouvement politique français, créé dans la clandestinité en 1973, au château d'Igny dans le Cher, par Michel-Georges Micberth et qui cessa officiellement d’exister en 1985 sans avoir dépassé le stade du cercle confidentiel.
Son alignement politique relève de l'anarchisme révolutionnaire d'extrême-droite, prônant l'action directe, y compris illégale voire violente, même si la construction du mouvement ne dépassa jamais le stade du cercle confidentiel.

## Idéologie et revendications
Le groupuscule considère que toute l'histoire de France post-révolutionnaire se résume à une mystification fondée sur une « utopie égalitaire ». Il considère par ailleurs que l'enseignement de cette histoire, ainsi que de l'histoire de l'Ancien Régime, procède d'une « mythomanie pédagogique ». Pour la NDF, la Révolution Française est une émanation du capitalisme individualiste, ayant pour but l'établissement de l'asservissement collectif par la République. La NDF formule à ce titre la volonté d'une propagande de réinformation et de rééducation collective.
La NDF prône la dissimulation et l'infiltration idéologique dans le but d'accélérer le dysfonctionnement de l'État. Pour la NDF, les moyens traditionnels d'actions militante (tracts, affiches, manifestations) ne sont pas une solution viable, il faut à l'inverse toucher les « racines culturelles de l'époque » pour créer une réaction de haine face à la modernité dans les consciences individuelles et collectives. Il y a donc une forme de quête du délabrement volontaire, fondée sur l'espoir du sursaut, du rebond, qui réinstaurerait ainsi des « vraies valeurs ».

## Évolution et fin du mouvement
Le mouvement rassemble dans un premier temps quelques adeptes autour de son fondateur. Son activisme politique reste faible.
À la suite de l'élection de François Mitterrand à la présidentielle de 1981, et la victoire de la gauche socialiste française, la NDF radicalise de plus en plus ses positions. Le Nouveau Pal, mensuel qui se substitue à Révolution droitiste, exprime violemment un aristocratisme sans concession.

En 1985, la Nouvelle Droite française cesse officiellement d'exister. Le fondateur, M.-G. Micberth, à qui le groupe doit sa notoriété malgré son absence d'organisation associative et d'activisme dépassant le groupe d'initiés, décède en 2013.